# Kamendol
Kamendol (en serbe cyrillique : Камендол) est un village de Serbie situé dans la municipalité de Grocka et sur le territoire de la Ville de Belgrade. Au recensement de 2011, il comptait 964 habitants.

## Géographie

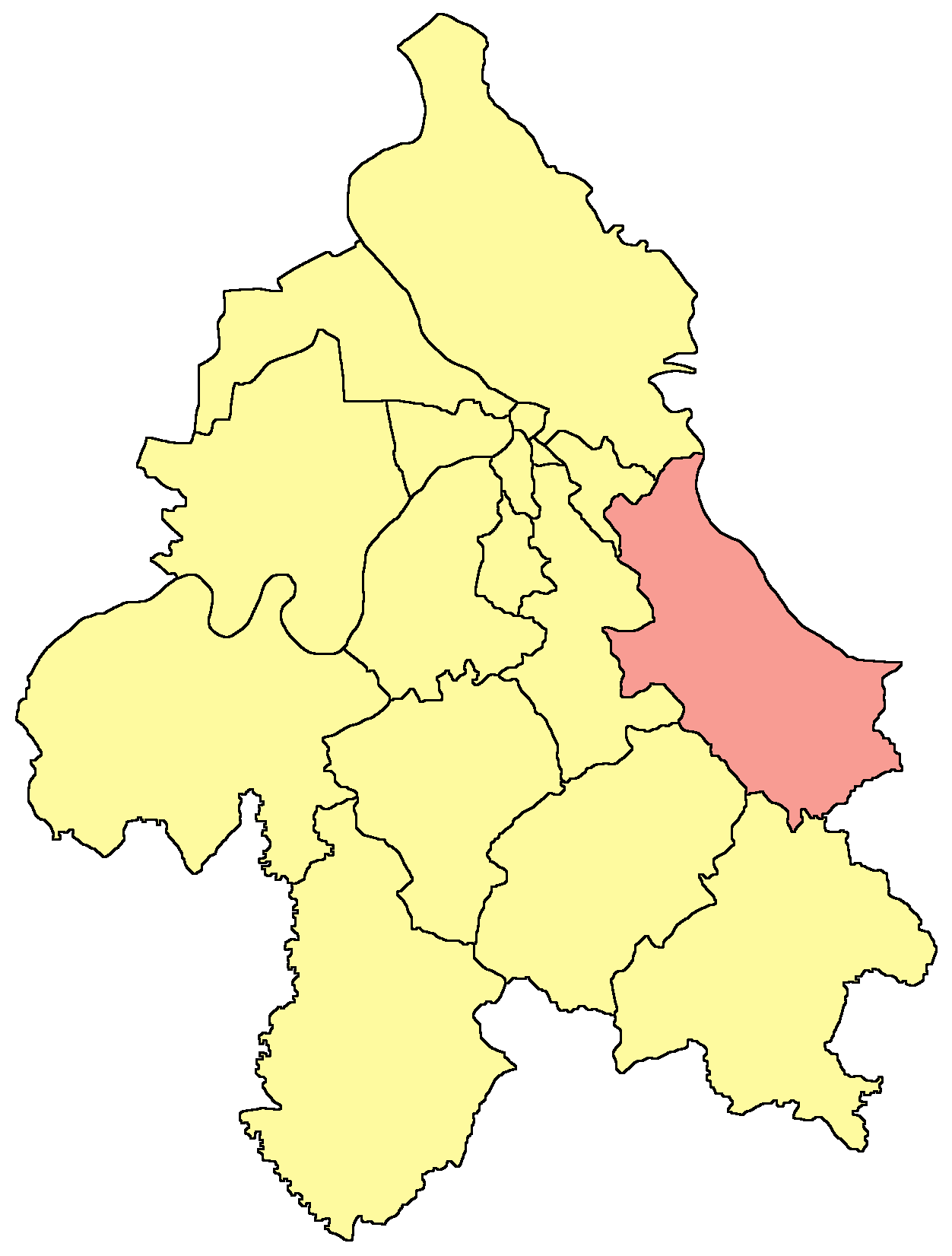
Localisation de la municipalité de Grocka dans la Ville de Belgrade

Kamendol est situé à la limite des municipalités de Grocka et de Smederevo (dans le district de Podunavlje). La localité se trouve à 10 kilomètres de Grocka et à un peu plus de 40 kilomètres à l'est de Belgrade.

## Histoire
Selon la tradition, Kamendol a été fondé à la fin du XVIIe siècle, à proximité du ruisseau de Kamendol. En 1818 et en 1822, le village comptait 12 foyers et, en 1846, 29. Selon le recensement de 1921, il comptait 162 foyers et 1 166 habitants.

## Démographie

### Évolution historique de la population
| 1948  | 1953  | 1961  | 1971  | 1981  | 1991  | 2002  | 2011 |
| ----- | ----- | ----- | ----- | ----- | ----- | ----- | ---- |
| 1 563 | 1 619 | 1 627 | 1 486 | 1 343 | 1 372 | 1 067 | 964  |

|  |

### Données de 2002
Pyramide des âges (2002)
En 2002, l'âge moyen de la population était de 42 ans pour les hommes et 43,3 ans pour les femmes.
Répartition de la population par nationalités (2002)
En 2002, les Serbes représentaient 98,40 % de la population.

### Données de 2011
En 2011, l'âge moyen de la population était de 43,2 ans, 41,9 ans pour les hommes et 44,6 ans pour les femmes.